# Liste der Gebietsänderungen in Sachsen 2006
Die Liste der Gebietsänderungen in Sachsen 2006 enthält Änderungen an Gemeindegebieten des Freistaats Sachsen in der Zeit vom 1. Januar 2006 bis zum 31. Dezember 2006. Dazu zählen unter anderem Zusammenschlüsse und Trennungen von Gemeinden, Eingliederungen von Gemeinden in eine andere, Änderungen des Gemeindenamens und Umgliederungen von Teilen einer Gemeinde in eine andere.

In Sachsen kam es im Jahr 2006 zu elf Gemeindegebietsänderungen, davon vier Eingliederungen, eine Namensänderung sowie sechs Umgliederungen von Gemeinden. Von den entstandenen Gemeinden existieren heute noch neun, die anderen wurden durch spätere Gebietsänderungen aufgelöst.

## Legende
- Datum: juristisches Wirkungsdatum der Gebietsänderung
- Gemeinde vor der Änderung: Gemeinde vor der Gebietsänderung
- Gebietsänderung: Art der Gebietsänderung
- Gemeinde nach der Änderung: Gemeinde nach der Gebietsänderung
- Landkreis: Landkreis der Gemeinde nach der Gebietsänderung
- OT: Ortsteil

Die Sortierung erfolgt chronologisch: Datum, kreisfreie Städte, Landkreise, aufnehmende oder neu gebildete Gemeinde. Heute noch bestehende Gemeinden sind farbig unterlegt.

## Liste der Gebietsänderungen
| Datum      | Gemeinde vor Änderung | Gebietsänderung    | Gemeinde nach Änderung | Landkreis                 |
| ---------- | --- | ------------------ | ---------------------- | ------------------------- |
| 01.01.2006 | Niederschöna mit Erlicht, Haida, Hetzdorf, Oberschaar                                                                                      | Eingliederung nach | Halsbrücke             | Freiberg                  |
| 01.01.2006 | Grünbach 0,28 Hektar mit 7 Einwohnern | Umgliederung nach  | Hammerbrücke           | Vogtlandkreis             |
| 01.01.2006 | Schwarzenberg/Erzgeb. 0,06 Hektar | Umgliederung nach  | Grünhain-Beierfeld     | Aue-Schwarzenberg         |
| 01.01.2006 | Malschwitz 19 Einwohner | Umgliederung nach  | Bautzen                | Bautzen                   |
| 01.01.2006 | Großlehna mit Altranstädt | Eingliederung nach | Markranstädt           | Leipziger Land            |
| 01.01.2006 | Großbardau mit Bernbruch, Kleinbardau, Waldbardau                                                                                          | Eingliederung nach | Grimma                 | Muldentalkreis            |
| 06.01.2006 | Thalheim/Erzgeb. 13,79 Hektar | Umgliederung nach  | Zwönitz                | Stollberg                 |
| 06.01.2006 | Zwönitz 1,49 Hektar | Umgliederung nach  | Thalheim/Erzgeb.       | Stollberg                 |
| 01.07.2006 | Zschopau 1,79 Hektar mit ca. 16 Einwohnern                                                                                                 | Umgliederung nach  | Amtsberg               | Mittlerer Erzgebirgskreis |
| 11.08.2006 | Adorf | Namensänderung zu  | Adorf/Vogtl.           | Vogtlandkreis             |
| 01.10.2006 | Kühren-Burkartshain mit Burkartshain, Kornhain, Kühren, Mühlbach, Nitzschka, Oelschütz, Pyrna, Sachsendorf, Streuben, Trebelshain, Wäldgen | Eingliederung nach | Wurzen                 | Muldentalkreis            |
| 27.10.2006 | Lobstädt 21,49 Hektar | Umgliederung nach  | Borna                  | Leipziger Land            |
| 27.10.2006 | Borna 20,85 Hektar | Umgliederung nach  | Lobstädt               | Leipziger Land            |

## Quelle
- Statistisches Landesamt Sachsen: Gebietsänderungen ab 1. Januar 2000 bis 31. Dezember 2009 (XLSX-Datei; 40 kB)